# Natalia Stawicka
Natalia Aleksandra Stawicka, po mężu Czerniak (ur. 23 lutego 1976 w Poznaniu) – polska koszykarka występująca na pozycji niskiej skrzydłowej.
W sezonie 1996/1997 zajęła trzecie miejsce najlepszych strzelczyń w II lidze kobiet (obecnie I liga) ze średnią 20 punktów na mecz.

## Osiągnięcia
Na podstawie, o ile nie zaznaczono inaczej.

### Drużynowe
- Mistrzyni Polski (1998, 1999)
- Awans do PLKK z Quay Poznań (2000)[1]

### Reprezentacja
- Uczestniczka mistrzostw Europy U–18 (1994 – 12. miejsce)[4]